# POEM@Home
POEM@Home è un progetto di calcolo distribuito del Karlsruhe Institute of Technology che utilizza la struttura del Berkeley Open Infrastructure for Network Computing (BOINC). I modelli di ripiegamento di proteine utilizzano il dogma di Anfinsen, attraverso il pacchetto di software SIMONA, distribuito in modalità open source. Il progetto è stato chiuso al pubblico ad Ottobre 2016.

## Obiettivi scientifici
Il progetto intende studiare come la struttura proteica determina la funzione delle proteine, predire tale struttura dalla sua sequenza di amminoacidi, indagare l'interazione tra le varie proteine. Le conoscenze acquisite potranno quindi essere utilizzate nello sviluppo di trattamenti medici.

## Calcolo su Gpu
Poem@Home è stato uno dei primi progetti a supportare il calcolo su gpu attraverso il linguaggio OpenCl. Il client ottimizzato per le schede video è in grado di aumentare di circa 15 volte la capacità di calcolo rispetto allo stesso client per cpu.